# Interbankmarknad
Interbankmarknad är begreppet för bankernas utlåning till varandra. Behovet och incitamentet för denna typ av intern långivning beror dels på att banker då och då har ett underskott i likvida medel, och dels på att andra banker då och då har ett överskott på likvida medel och som de vill få snabb avkastning på.